# Колесса, Филарет Михайлович
Филарет Михайлович Колесса (укр. Філарет Михайлович Колесса; 5 [17] июля 1871 — 3 марта 1947) — украинский советский музыковед-фольклорист, композитор, этнограф, литературовед, филолог, академик ВУАН (1929). Основоположник украинского этнографического музыковедения. Брат литературоведа Александра Колессы, отец композитора Николая Колессы.

## Биография
Родился в с. Татарском Стрыйского повята Австро-Венгрии (ныне с. Песчаны Стрыйского района Львовской области Украины). В 1891—1892 годах учился у Антона Брукнера в Венском университете, затем продолжил обучение во Львовском университете, который окончил в 1896 г.
В 1898—1929 годах преподавал в гимназиях Галичины — Львова, Стрыя, Самбора.
В 1918 году защитил диссертацию в Венском университете и получил учёную степень доктора филологии.
Академик ВУАН с 1929 года.
С 1939 года — профессор, руководитель кафедры украинского фольклора и этнографии Львовского университета им. И. Франко. Одновременно с 1940 г. работал директором государственного музея этнографии во Львове (ныне Музей этнографии и художественного промысла Института народоведения НАН Украины), директором Львовского филиала Института искусствоведения, фольклора, и этнографии АН УССР (ныне Институт искусствоведения, фольклористики и этнологии имени М. Рыльского НАН Украины в Киеве). В октябре 1939 был избран депутатом Народного Собрания Западной Украины.
Исследовал ритмику украинских народных песен регионов Галичины, Волыни, Лемковщины.
Автор научных работ по украинскому и славянскому музыкальному фольклору, сборников обработок украинских народных песен и собственных хоровых сочинений. Многочисленные труды Ф. М. Колессы являются значительным вкладом в украинскую фольклористику.

## Избранная библиография
- «Огляд українсько-руської народної поезії» (1905),
- «Ритміка українських народних пісень» (1906—07),
- «Мелодії українських народних дум» (1910—13),
- «Варіанти мелодії українських народних дум, їх характеристика і групування», Записки Наукового товариства ім. Шевченка, т. 116, Львів, (1913),
- «Наверстування і характерні признаки українських народних мелодій» (1913—14),
- «Про музичну форму українських народних пісень з Поділля, Холмщини й Підлясся» (1916),
- «Українські народні думи у відношенні до пісень, віршів і походження голосінь» (1920—21),
- «Про генезу українських народних дум» (1920—1922),
- «Українські народні думи у відношенні до пісень, віршів і похоронних голосінь» (1920),
- «Народні пісні з південного Підкарпаття» (1923),
- «Речитативні форми в українській народній поезії» (1925),
- «Українські народні пісні на переломі XVII—XVIII ст.» (1928),
- «Українська народна пісня в найновішій фазі свойого розвитку» (1928)
- «Народні пісні з галицької Лемківщині» (1929),
- «Формули закінчення в українських народних думах», Записки Наукового товариства ім. Шевченка, т. 154, Львів, (1935),
- «Українська усна словесність» (1938),
- «Народні пісенні мелодії українського Закарпаття» (1946),
- «Мелодії українських народних дум», Київ, (1969),
- «Музикознавчi працi», Київ, (1970),
- «Народнопісенна ритміка в поезіях І. Франка. Фольклористичi працi», Київ, (1970),
- «Музичнi твори», Київ, (1972).
- «Історія української етнографії» (не опубликована).

## Музыкальные произведения
Автор хоровых сочинений:
- «Ой умер старий батько»,
- «Утоптала стежечку»,
- «Якби мені черевики»,

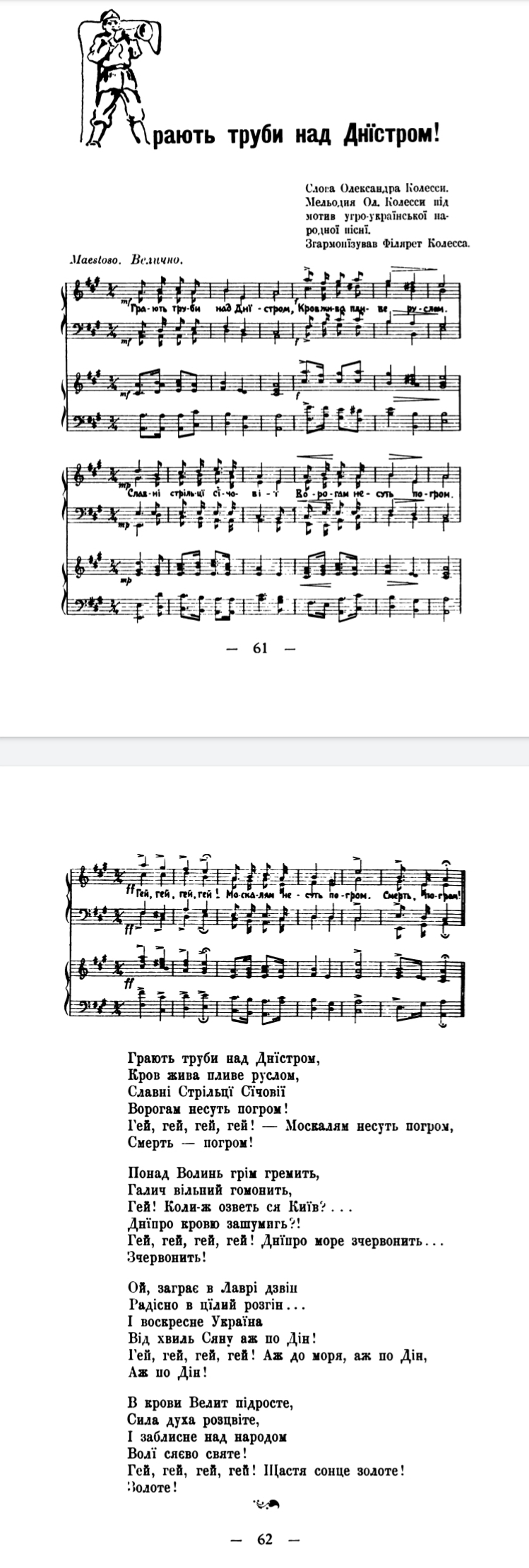
Слова и ноты песни «Грають труби над Дністром!» Александра Колессы из венского издания 1916 года. Гармонизация Филарета Колессы.

- «Було колись на Вкраїні» и других;

Выполнил ряд обработок украинских народных песен, в том числе для детей («Вулиця», «Обжинки», «Гагілки», «Шкільний співаник»-1925).
Принимал участие в общественно-культурной жизни. Действительный член Научного общества имени Шевченко. Избирался депутатом Верховного Совета УССР 2-го созыва.
Умер во Львове и похоронен на Лычаковском кладбище.

## Награды
- орден Трудового Красного Знамени (02.07.1946)

## Память
- Именем академика Ф. Колессы названы улицы в ряде городов Украины — Львове, Донецке, Севастополе, Стебнике и др.
- Львовское музыкально-педагогическое училище носит имя композитора Ф. Колессы.
- Во Львовском национальном университете им. Ивана Франко работает кафедра украинской фольклористики имени академика Филарета Колессы.